# Atanasio Cruz Aguirre
Atanasio de la Cruz Aguirre Aguado (Montevideo, 2 de junio de 1801 - Montevideo, 28 de septiembre de 1875) fue un político uruguayo, perteneciente al partido Nacional.

## Biografía
Su primera actuación pública tuvo lugar en el transcurso de la Cruzada Libertadora de 1825 a 1828. Entre 1833 y 1838 fue Comisario de Guerra, y tras la Guerra Grande, en 1852, fue elegido diputado. Electo al Senado en 1861, presidía el cuerpo el 1 de marzo de 1864, cuando asumió interinamente el Poder Ejecutivo ante el final del período de Bernardo Prudencio Berro.
Su mandato, de un año de duración, transcurrió en medio de la guerra civil que había comenzado con la insurrección de Venancio Flores y el Partido Colorado -llamada "Cruzada Libertadora" por los insurrectos-, que recibió el apoyo del Imperio del Brasil y del presidente argentino Bartolomé Mitre. Su gobierno hubo de enfrentarse primero a la presión diplomática del Brasil, a través de una lista de reclamos amañados por este (mayo de 1864), y luego a la invasión del territorio uruguayo por las fuerzas de mar y tierra del Imperio, que se pusieron abiertamente de parte de Venancio Flores.
En respuesta a estos hechos, y entre otras medidas, declaró nulos e hizo quemar en ceremonia pública los tratados de 1851 que establecían la alianza entre el gobierno uruguayo y el del Brasil (diciembre de 1864). También intentó sin éxito provocar la intervención francesa en el conflicto, enviando una misión diplomática ante Napoleón III (misión Cándido Juanicó, enero de 1865).
El 15 de febrero de 1865, ya sitiada la ciudad de Montevideo por las fuerzas de Venancio Flores y del Brasil, entregó el mando al Presidente del Senado, Tomás Villalba, quien capitularía pocas horas más tarde ante los sitiadores.

### Gabinete de gobierno
| Ministerio            | Nombre                  | Período     |
| --------------------- | ----------------------- | ----------- |
| Gobierno              | José Silvestre Sienra   | 1864        |
| Gobierno              | Juan Pablo Caravia      | 1864 - 1865 |
| Relaciones Exteriores | Juan José de Herrera    | 1864        |
| Relaciones Exteriores | Antonio de las Carreras | 1864 - 1865 |
| Hacienda              | Antonio María Pérez     | 1864        |
| Hacienda              | Eustaquio Tomé          | 1864 - 1865 |
| Guerra y Marina       | Diego Eugenio Lamas     | 1864 - 1865 |
| Guerra y Marina       | Jacinto Susviela        | 1865        |

| Predecesor: Bernardo Prudencio Berro | Presidente de Uruguay 1864-1865 | Sucesor: Tomás Villalba |

- Datos: Q753420
- Multimedia: Atanasio Aguirre / Q753420